# جيديميناس ماسينا
جيديميناس ماسينا (بالليتوانية: Gediminas Maceina)‏ مواليد 28 أغسطس 1984 في بريناي، ليتوانيا، هو لاعب كرة سلة ليتواني. بدأ مسيرته الاحترافية في سنة 2000. يبلغ طوله 6 قدم 2 بوصة (1.9 م).

## المسيرة الاحترافية
لعب مع نادي نبتونس لكرة السلة في سنة 2004، ثم لعب مع نادي نفيجيس لكرة السلة من سنة 2004 إلى 2006، ثم لعب مع شياولياي من سنة 2007 إلى 2009، ثم لعب مع نادي ليتكابليس لكرة السلة في سنة 2010، ثم لعب مع أوتينوس يوفنتوس من سنة 2010 إلى 2012.

## الإنجازات
- 2008 : الثالث في الدوري الليتواني لكرة السلة
- 2011 : بطولة دوري البلطيق لكرة السلة

## روابط خارجية
- جيديميناس ماسينا على موقع الاتحاد الدولي لكرة السلة (الإنجليزية)
- جيديميناس ماسينا على موقع الدوري الأوروبي لكرة السلة (الإنجليزية)
- جيديميناس ماسينا على موقع كرة السلة الأوروبية.كوم (الإنجليزية)
- جيديميناس ماسينا على موقع ريلجم (الإنجليزية)
- جيديميناس ماسينا على موقع بروبوليرز (الإنجليزية)
- جيديميناس ماسينا على موقع سبورتس رفرنس (الإنجليزية)